# Ramirezia balsae
Ramirezia balsae är en havsanemonart som beskrevs av Zamponi 1979. Ramirezia balsae ingår i släktet Ramirezia och familjen Acontiophoridae. Inga underarter finns listade i Catalogue of Life.